# 吉法
吉法（義大利語：Ghiffa），是意大利韦尔巴诺-库西亚-奥索拉省的一个市镇。总面积13.95平方公里，人口2405人，人口密度172.4人/平方公里（2009年）。ISTAT代码为103033。